# Гориво в кръвта
„Гориво в кръвта“ (на английски: Driven) е спортен филм от 2001 година.

## Сюжет
Внимание:  Текстът по-долу разкрива сюжета на произведението (или части от него)!
Джо Танто (Силвестър Сталоун) е бивш състезател, който се завръща към живота на автомобилната писта, когато става наставник на талантлив млад пилот (Кип Пардю). Той трябва не само да го научи да побеждава, но и да го спаси от упорития му нрав, подтикващ го към безразсъдни постъпки, включително и към преследване на приятелката на най-големия му съперник.

## Актьорски състав
| Актьор                | Роля                |
| --------------------- | ------------------- |
| Силвестър Сталоун     | Джо „Хамърът“ Танто |
| Бърт Рейнолдс         | Карл Хенри          |
| Кип Пардю             | Джими Блай          |
| Тил Швайгер           | Бо Бранденбург      |
| Джина Гершон          | Кати Хегай          |
| Естела Уорън          | София Симон         |
| Кристиан де ла Фуенте | Мемо Морено         |
| Стейси Едуардс        | Лукреция „Люк“ Клан |
| Робърт Шон Ленард     | Демил Блай          |

## Награди и номинации
| Награда        | Категория                       | Номиниран(и)                                  | Резултат  |
| -------------- | ------------------------------- | --------------------------------------------- | --------- |
| Златна малинка | Най-лоша поддържаща женска роля | Естела Уорън (също за Планетата на маймуните) | награда   |
| Златна малинка | Най-лош филм                    | Най-лош филм                                  | номинация |
| Златна малинка | Най-лош режисьор                | Рени Харлин                                   | номинация |
| Златна малинка | Най-лош сценарий                | Силвестър Сталоун                             | номинация |
| Златна малинка | Най-лоша екранна двойка         | Силвестър Сталоун и Бърт Рейнолдс             | номинация |
| Златна малинка | Най-лоша поддържаща мъжка роля  | Бърт Рейнолдс                                 | номинация |
| Златна малинка | Най-лоша поддържаща мъжка роля  | Силвестър Сталоун                             | номинация |

## В България
На 11 май 2007 г. Диема+ излъчи филма с български дублаж за телевизията. Дублажът е на Диема Вижън. Екипът се състои от:
| Преводач            | Бисер Пачев                                                                       |
| Режисьор на дублажа | Димитър Кръстев                                                                   |
| Тонрежисьор         | Венцислав Станков                                                                 |
| Озвучаващи артисти  | Милена Живкова Десислава Знаменова Васил Бинев Силви Стоицов Георги Георгиев-Гого |